# Toba (huyện)
Huyện Toba Samosir là một huyện (kabupaten) thuộc tỉnh Bắc Sumatra, Indonesia. Huyện lỵ đóng ở Balige. Huyện có diện tích 3124,4 km2, sân số theo điều tra năm 2000 là 304.015 người.

## Các đơn vị hành chính
Huyện gồm có phó huyện hành chính sau: